# Ronderosia bergi
Ronderosia bergi är en insektsart som först beskrevs av Carl Stål 1878.  Ronderosia bergi ingår i släktet Ronderosia och familjen gräshoppor. Inga underarter finns listade i Catalogue of Life.